# Thripomorpha bifida
Thripomorpha bifida is een muggensoort uit de familie van de Scatopsidae. De wetenschappelijke naam van de soort is voor het eerst geldig gepubliceerd in 1956 door Zilahi-Sebess.